# Christoph Kramer
Pour les articles homonymes, voir Kramer.
Christoph Kramer, né le 19 février 1991 à Solingen en Allemagne, est un footballeur international allemand qui évolue au poste de milieu défensif.
Avec l'équipe d'Allemagne, il a remporté la Coupe du monde 2014.

## Biographie

### Carrière en club
Né à Solingen en Allemagne, Christoph Kramer commence le football au BV Gräfrath et a rejoint à l'âge de neuf ans le centre de formation du Bayer Leverkusen. Jugé plutôt petit, il est écarté des sections jeunes à l'âge de quinze ans et rejoint celles du Fortuna Düsseldorf en 2006. Après deux ans, il retourne au Bayer Leverkusen et signe un contrat professionnel en 2010. Après une saison 2010-2011 disputée avec la réserve en 3. Liga, il est prêté au VfL Bochum qui évolue en 2. Liga pour deux saisons. À l'issue de la saison 2012-2013, il est prêté au Borussia Mönchengladbach qui évolue en première division allemande. Dès sa première saison de Bundesliga, il s'impose comme titulaire et dispute 33 matchs et inscrit 3 buts.

### Carrière en équipe nationale
À peine a-t-il terminé sa première saison en club qu'il est retenu et titularisé par Joachim Löw le sélectionneur de l'Allemagne pour un match amical contre la Pologne le 13 mai 2014. Il honore sa première cape en jouant l'intégralité du match. 
Retenu dans la présélection de joueurs en vue de la Coupe du monde de football 2014, il dispute sa seconde cape le 1er juin 2014 contre le Cameroun. Dès le lendemain, Joachim Löw annonce qu'il fera partie de l'effectif définitif de 23 joueurs appelés à jouer la Coupe du monde. 
Lors de cette compétition, il est considéré comme remplaçant comme en témoignent ses deux entrées en fin de match contre l'Algérie en huitième de finale et contre la France en quart de finale. Néanmoins, il est titularisé à la dernière minute en finale du tournoi contre l'Argentine en remplacement de Sami Khedira blessé à l'échauffement. Mais, cette titularisation tourne court, percuté à la tête à la suite d'un choc avec Ezequiel Garay, il est contraint de sortir à la 32e minute victime d'une commotion cérébrale. L'arbitre italien Nicola Rizzoli dira qu'à la suite du choc, le joueur avait oublié qu'il disputait la finale de la Coupe du monde et avait informé son coéquipier Bastian Schweinsteiger. Malgré cela, l'Allemagne remportera la Coupe du monde. 
Il n'est pas retenu pour disputer l'Euro 2016 ou la Coupe du monde 2018.

## Palmarès
Avec l'équipe d'Allemagne :
- Vainqueur de la Coupe du monde en 2014

## Statistiques
Le tableau ci-dessous récapitule les statistiques de Christoph Kramer lors de sa carrière en club :
| Saison                | Club                       | Championnat           | Championnat | Championnat | Coupe(s) nationale(s) | Coupe(s) nationale(s) | Compétition(s) continentale(s) | Compétition(s) continentale(s) | Compétition(s) continentale(s) | Total | Total |
| Saison                | Club                       | Division              | M.          | B.          | M.                    | B.                    | Comp.                          | M.                             | B.                             | M.    | B.    |
| 2011-2012             | VfL Bochum (prêt)          | 2. Bundesliga         | 32          | 1           | 3                     | 0                     | -                              | -                              | -                              | 35    | 1     |
| 2012-2013             | VfL Bochum (prêt)          | 2. Bundesliga         | 29          | 3           | 3                     | 0                     | -                              | -                              | -                              | 32    | 3     |
| Sous-total            | Sous-total                 | Sous-total            | 61          | 4           | 6                     | 0                     | -                              | -                              | -                              | 67    | 4     |
| 2013-2014             | Borussia M'gladbach (prêt) | Bundesliga            | 33          | 3           | 1                     | 0                     | -                              | -                              | -                              | 34    | 3     |
| 2014-2015             | Borussia M'gladbach (prêt) | Bundesliga            | 30          | 2           | 3                     | 0                     | C3                             | 6                              | 0                              | 39    | 2     |
| Sous-total            | Sous-total                 | Sous-total            | 63          | 5           | 4                     | 0                     | -                              | 6                              | 0                              | 73    | 5     |
| 2015-2016             | Bayer Leverkusen           | Bundesliga            | 28          | 0           | 4                     | 0                     | C1+C3                          | 8+4                            | 0+0                            | 44    | 0     |
| 2016-2017             | Borussia M'gladbach        | Bundesliga            | 24          | 0           | 4                     | 0                     | C1+C3                          | 7+3                            | 0+0                            | 38    | 0     |
| 2017-2018             | Borussia M'gladbach        | Bundesliga            | 27          | 3           | 1                     | 0                     | -                              | -                              | -                              | 28    | 3     |
| 2018-2019             | Borussia M'gladbach        | Bundesliga            | 18          | 2           | 1                     | 0                     | -                              | -                              | -                              | 19    | 2     |
| 2019-2020             | Borussia M'gladbach        | Bundesliga            | 22          | 0           | 1                     | 0                     | C3                             | 4                              | 0                              | 27    | 0     |
| 2020-2021             | Borussia M'gladbach        | Bundesliga            | 28          | 0           | 4                     | 0                     | C1                             | 7                              | 0                              | 39    | 0     |
| 2021-2022             | Borussia M'gladbach        | Bundesliga            | 18          | 0           | 1                     | 0                     | -                              | -                              | -                              | 19    | 0     |
| 2022-2023             | Borussia M'gladbach        | Bundesliga            | 29          | 0           | 1                     | 0                     | -                              | -                              | -                              | 30    | 0     |
| 2023-2024             | Borussia M'gladbach        | Bundesliga            | 13          | 0           | 2                     | 0                     | -                              | -                              | -                              | 15    | 0     |
| Sous-total            | Sous-total                 | Sous-total            | 179         | 5           | 14                    | 0                     | -                              | 21                             | 0                              | 214   | 5     |
| Total sur la carrière | Total sur la carrière      | Total sur la carrière | 331         | 15          | 28                    | 0                     | -                              | 39                             | 0                              | 398   | 15    |

## Médias
Kramer fait partie des consultants de la chaîne ZDF pendant la phase de groupe de la Coupe du monde 2018.